# Józef Gosławski
Józef Jan Gosławski (24. dubna 1908 Pola – 23. ledna 1963 Varšava) byl polský sochař a medailér. Autor mincí (např. 5 zlotých s podobiznou rybáře), pomníků (např. pomník Fryderyka Chopina v Żelazowej Woli) i medailí (např. Rok 1939). Byl nositelem mnoha uměleckých vyznamenání, mimo jiné Stříbrného kříže za zásluhy.

## Výstavy

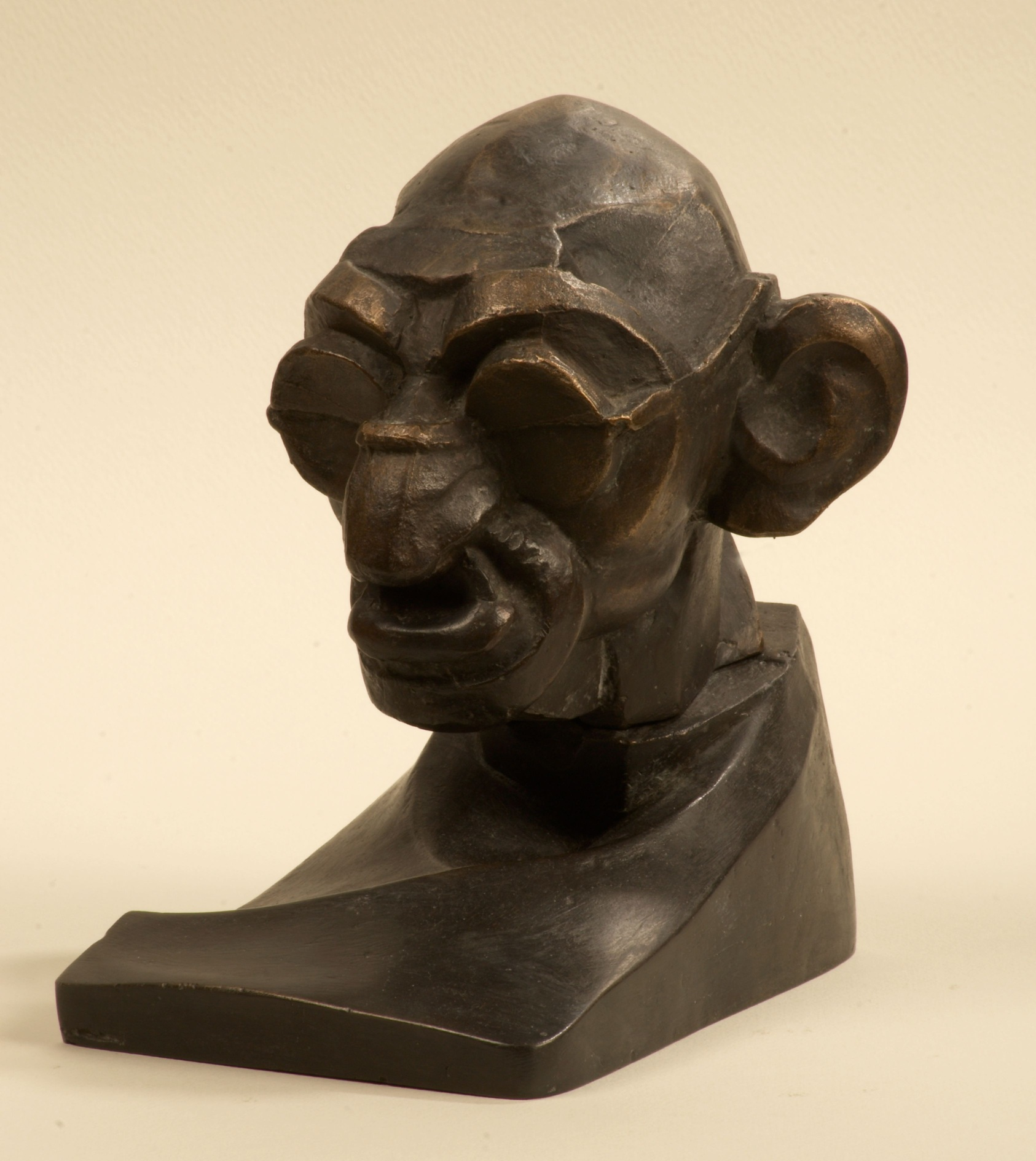
Karikutara Mahatma Gándího (1932)

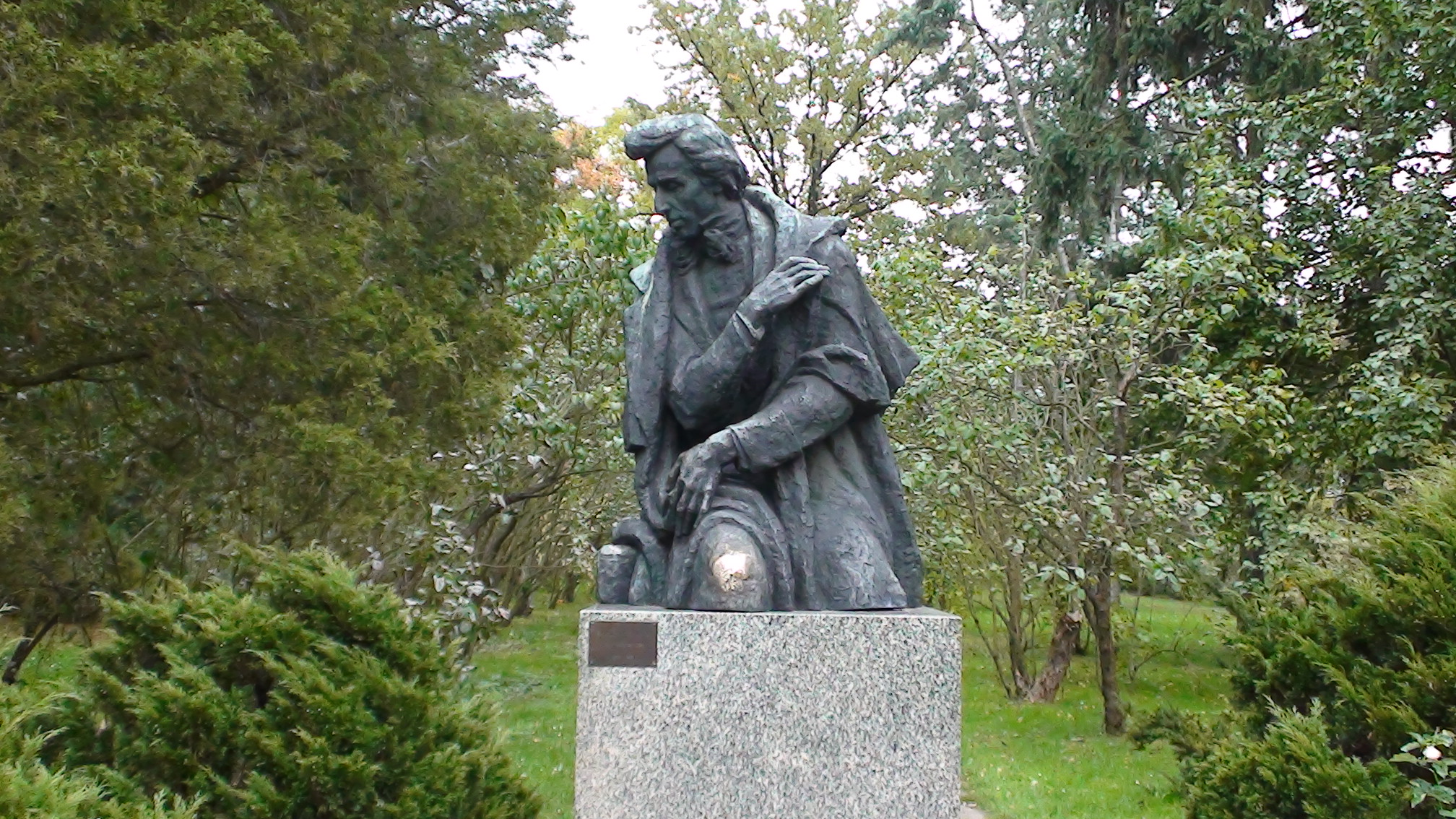
Památník Fryderyka Chopina v Żelazowej Woli (1955/1969)

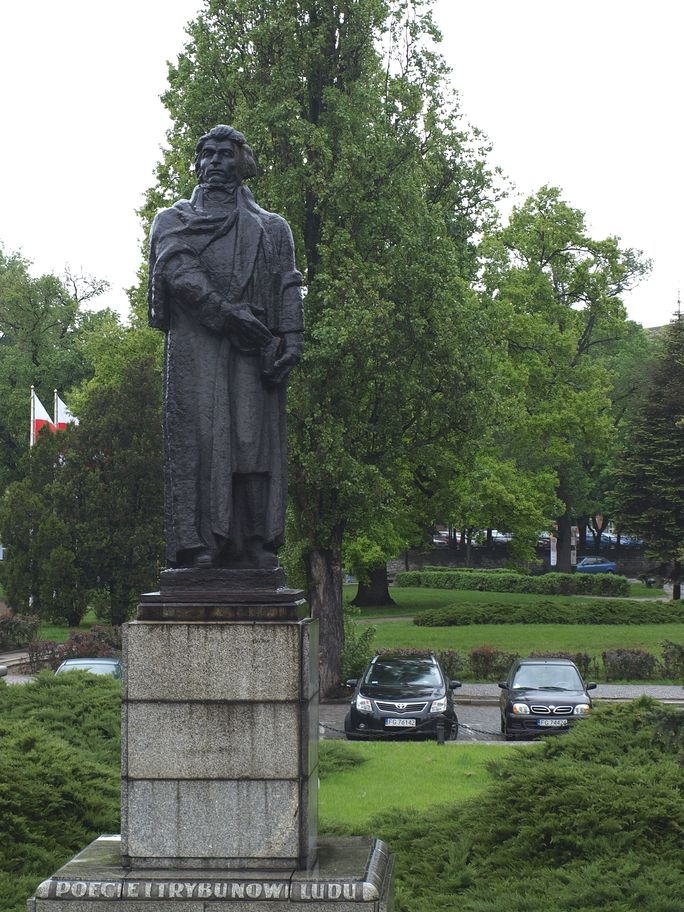
Památník Adama Mickiewicza ve městě Gorzów Wielkopolski (1956)

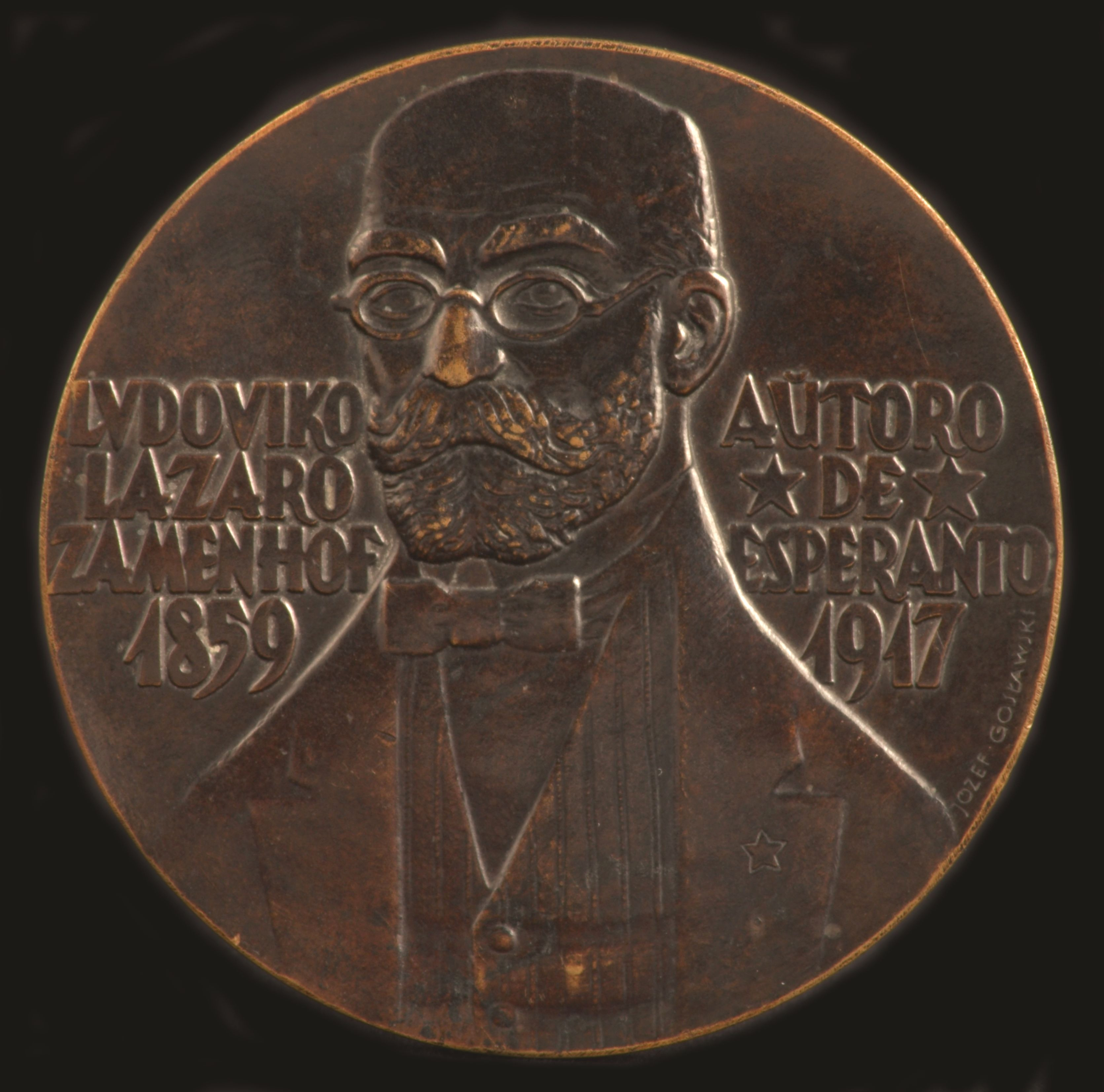
Medaile s Ludvikem Lazarem Zamenhofem na líci (1959)

### Samostatné
| Rok       | Město           | Instituce                             | Počet vystavených děl |
| --------- | --------------- | ------------------------------------- | --------------------- |
| 1933      | Krakov          | Pałac Sztuki                          | ?                     |
| 1960      | Budapešť        | Ośrodek Kultury Polskiej              | 30                    |
| 1963      | Varšava         | Dom Wojska Polskiego                  | 49                    |
| 1968      | Vratislav       | Radnice                               | 80                    |
| 1973      | Varšava         | Centralne Biuro Wystaw Artystycznych  | 343                   |
| 1974      | Varšava         | Galeria Wojskowa DWP                  | 34                    |
| 1974      | Warka           | Muzeum im. Kazimierza Pułaskiego      | 56                    |
| 1974      | Bydhošť         | Muzeum Regionalne                     | 18                    |
| 1987      | Lublin          | Muzeum Regionalne                     | 76                    |
| 1995      | Kazimierz Dolny | Muzeum Nadwiślańskie - Galeria Letnia | 80                    |
| 1996      | Bolesławiec     | Bolesławiecki Ośrodek Kultury         | 70                    |
| 1997      | Chełmno         | Muzeum Regionalne                     | 50                    |
| 2000      | Konin           | Muzeum Regionalne                     | 84                    |
| 2003      | Varšava         | Galeria Domu Artysty Plastyka         | 105                   |
| 2014      | Orońsko         | Centrum Rzeźby Polskiej               | ?                     |
| 2014/2015 | Varšava         | Muzeum Rzeźby (Królikarnia)           | ?                     |

### Kolektivní

#### Zahraniční
| Rok       | Stát                           | Město                | Instituce         |
| --------- | ------------------------------ | -------------------- | ----------------- |
| 1932      | Rakousko                       | Vídeň                | Künstlerhaus Wien |
| 1936      | Itálie                         | Řím                  | ?                 |
| 1936      | Itálie                         | Řím                  | ?                 |
| 1950      | Československo                 | Praha                | ?                 |
| 1950      | Itálie                         | Řím                  | ?                 |
| 1959      | Itálie                         | Catania              | ?                 |
| 1959      | Rakousko                       | Vídeň                | ?                 |
| 1963/1964 | Sovětský svaz                  | Moskva-Minsk         | ?                 |
| 1964      | Itálie                         | Arezzo               | ?                 |
| 1965      | Německá demokratická republika | Berlín-Erfurt-Lipsko | ?                 |
| 1966      | Československo                 | Kralupe              | ?                 |
| 1966      | Bulharsko                      | Sofie                | ?                 |
| 1966/1967 | Maďarsko                       | -                    | ?                 |
| 1967      | Jugoslávie                     | -                    | ?                 |
| 1967      | Finsko, Švédsko, Polsko        | -                    | ?                 |
| 1967      | Francie                        | Paříž                | ?                 |
| 1968      | Sovětský svaz                  | Moskva               | ?                 |
| 1969      | Maďarsko                       | Budapešť             | ?                 |
| 1971      | Francie                        | Paříž                | ?                 |
| 1971      | Nizozemsko                     | Haag                 | ?                 |
| 1972      | Německá demokratická republika | Berlín               | ?                 |
| 1985      | Československo                 | Praha                | ?                 |
| 2003      | Rakousko                       | Vídeň                | Leopold Museum    |

#### V polském jazyce
- RUDZKA, Anna. Józef Gosławski. Rzeźby, monety, medale. Warsaw: Alegoria, 2009. ISBN 978-83-62248-00-1. (polsky)

#### V anglickém jazyce
- Anna Rudzka. It's worth looking up.... Zabytki. Heritage.  Warsaw: Przedsiębiorstwo Wydawnicze Rzeczpospolita SA, July 2008, roč. 7 (30), s. 6–9. ISSN 1640-0194. (anglicky)
- Anna Rudzka. Copernicus, a fisherman and elk, this is about Józef Gosławski's coins. Zabytki. Heritage.  Warsaw: Przedsiębiorstwo Wydawnicze Rzeczpospolita SA, July 2008, roč. 7 (30), s. 10–13. ISSN 1640-0194. (anglicky)